# Agon-shū
Agon-shū (jap. 阿含宗) – japońska organizacja religijna, założona w sierpniu 1978 r. przez Seiyū Kiriyamę.
Jeden z wielu tzw. nowych ruchów religijnych, istniejących na terenie Japonii, nawiązujący do tradycji buddyjskiej. Japońska nazwa Agon (阿含) pochodzi od (sans. agama, oznaczającego wczesne zbiory tekstów buddyjskich, określanych mianem pitaka. Według własnych deklaracji, organizacja zrzesza w Japonii ponad 300 tys. wyznawców.

## Działalność
Sekta stara się działać na rzecz pokoju na świecie, organizując w wielu krajach międzywyznaniowe ceremonie religijne. Jedna z takich uroczystości miała miejsce w 2006 r. w Oświęcimiu, gdzie wyznawcy dokonali rytuału zwanego goma, polegającego na uroczystym spaleniu tysięcy drewnianych tabliczek z zapisanymi na nich modlitwami.

## Kontrowersje
Wizyta wyznawców Agon-shū w Oświęcimiu wywołała szereg negatywnych komentarzy w polskich mediach, popartych przez stanowisko polskiego MSZ ze względu na fakt, że przed laty członkiem tej organizacji był przez pewien czas Shōkō Asahara, który w 1995 r. dokonał zamachu terrorystycznego w tokijskim metrze.